# Cantó de Fumay
El cantó de Fumay és un cantó francès del departament de les Ardenes, situat al districte de Charleville-Mézières. Té 5 municipis i el cap és Fumay.

## Municipis
- Fépin
- Fumay
- Hargnies
- Haybes
- Montigny-sur-Meuse

## Història
| Data d'elecció                           | Identitat        | Partit           | Qualitat |
| ---------------------------------------- | ---------------- | ---------------- | -------- |
| 1945-1973                                | Camille Titeux   | SFIO, després PS |          |
| 1973-1985                                | Gabriel Sacrez   | UDR, després RPR |          |
| 1985-1998                                | Bernard Auburtin | RPR              |          |
| 1998-                                    | Benoît Sonnet    | PS               |          |
| les dades anteriors no són pas conegudes |                  |                  |          |
|                                          |                  |                  |          |

## Demografia
| A partir de 1990: Població sense dobles comptes |